# París-Niça 1979
La París-Niça 1979 fou la 37a edició de la París-Niça. És un cursa ciclista que es va disputar entre el 7 i el 15 de març de 1979. La cursa fou guanyada pel neerlandès Joop Zoetemelk, de l'equip Miko-Mercier-Vivagel, per davant dels seu company d'equip Sven-Åke Nilsson i de Gerrie Knetemann (TI-Raleigh-Mc Gregor). Bernard Hinault s'emportà la classificació de la muntanya, Giuseppe Martinelli guanyà la regularitat i el conjunt TI-Raleigh-Mc Gregor la classificació per equips.
Es crea una classificació de joves guanyada pel belga Daniel Willems.

## Participants
En aquesta edició de la París-Niça hi preneren part 118 corredors dividits en 15 equips: Miko-Mercier-Vivagel, TI-Raleigh-Mc Gregor, Renault-Gitane, San Giacomo-Mobilificio-Alan, IJsboerke-Warncke, Teka, La Redoute-Motobécane, Flandria-Ca-Va Seul-Sunair, Zonca-Santini, DAF Trucks-Aida, Kas-Campagnolo, Peugeot-Esso-Michelin, Safir-Ludo-Saint Louis, Fiat i un equip nacional amateur de Suïssa. La prova l'acabaren 93 corredors.

## Resultats de les etapes
| Etapes              | Data       | Recorregut                       | Km     | Vencedor d'etapa     | Líder de la general |
| ------------------- | ---------- | -------------------------------- | ------ | -------------------- | ------------------- |
| Pròleg              | 7 de març  | Boulogne-Billancourt-París (CRI) | 7.8 km | Gerrie Knetemann     | Gerrie Knetemann    |
| 1a etapa, 1r sector | 8 de març  | Montereau-Joigny                 | 97 km  | Yvon Bertin          | Gerrie Knetemann    |
| 1a etapa, 2n sector | 8 de març  | Joigny-Auxerre (CRE)             | 33 km  | TI-Raleigh-Mc Gregor | Gerrie Knetemann    |
| 2a etapa            | 9 de març  | Montbard-Besançon                | 161 km | Leo van Vliet        | Gerrie Knetemann    |
| 3a etapa            | 10 de març | Besançon-Lió                     | 175 km | Jan Raas             | Gerrie Knetemann    |
| 4a etapa            | 11 de març | Oullins-Sant-Etiève              | 142 km | Sven-Åke Nilsson     | Joop Zoetemelk      |
| 5a etapa            | 12 de març | Pierrelatte-Vitrolles            | 178 km | Dietrich Thurau      | Joop Zoetemelk      |
| 6a etapa            | 13 de març | Vitrolles-Mandelieu-la-Napoule   | 206 km | Jean Chassang        | Joop Zoetemelk      |
| 7a etapa, 1r sector | 14 de març | Mandelieu-la-Napoule-Niça        | 59 km  | Daniele Tinchella    | Joop Zoetemelk      |
| 7a etapa, 2n sector | 14 de març | Niça-Coll d'Èze (CRI)            | 11 km  | Joop Zoetemelk       | Joop Zoetemelk      |

## Etapes

### Pròleg
7-03-1979. Boulogne-Billancourt-París, 7.8 km. CRI
|   | Ciclista         | Equip                | Temps   |
| - | ---------------- | -------------------- | ------- |
| 1 | Gerrie Knetemann | TI-Raleigh-Mc Gregor | 10' 25" |
| 2 | Joop Zoetemelk   | Miko-Mercier-Vivagel | + 7"    |
| 3 | Bernard Hinault  | Renault-Gitane       | + 8"    |

### 1a etapa, 1r sector
8-03-1979. Montereau-Joigny, 97 km.
|   | Ciclista            | Equip                        | Temps      |
| - | ------------------- | ---------------------------- | ---------- |
| 1 | Yvon Bertin         | Renault-Gitane               | 2h 41' 29" |
| 2 | Giuseppe Martinelli | San Giacomo-Mobilificio-Alan | m. t.      |
| 3 | Dominique Sanders   | Teka                         | m. t.      |

### 1a etapa, 2n sector
8-03-1979. Joigny-Auxerre, 33 km. (CRE)
|   | Equip                | Temps      |
| - | -------------------- | ---------- |
| 1 | TI-Raleigh-Mc Gregor | 2h 10' 42" |
| 2 | Miko-Mercier-Vivagel | + 2' 40"   |
| 3 | IJsboerke-Warncke    | + 2' 47"   |

### 2a etapa
9-03-1979. Montbard-Besançon 161 km.
|   | Ciclista       | Equip                      | Temps      |
| - | -------------- | -------------------------- | ---------- |
| 1 | Leo van Vliet  | TI-Raleigh-Mc Gregor       | 3h 50' 37" |
| 2 | Bernard Vallet | La Redoute-Motobécane      | m. t.      |
| 3 | Marc Demeyer   | Flandria-Ca-Va Seul-Sunair | + 5"       |

### 3a etapa
10-03-1979. Besançon-Lió 175 km.
|   | Ciclista            | Equip                        | Temps      |
| - | ------------------- | ---------------------------- | ---------- |
| 1 | Jan Raas            | TI-Raleigh-Mc Gregor         | 5h 01' 00" |
| 2 | Giuseppe Martinelli | San Giacomo-Mobilificio-Alan | m. t.      |
| 3 | Jos Jacobs          | IJsboerke-Warncke            | m. t.      |

### 4a etapa
11-03-1979. Oullins-Sant-Etiève, 142 km.
Zoetemelk aconsegueix posar-se líder gràcies a un atac als monts del Forez.
|   | Ciclista         | Equip                        | Temps      |
| - | ---------------- | ---------------------------- | ---------- |
| 1 | Sven-Åke Nilsson | Miko-Mercier-Vivagel         | 3h 56' 04" |
| 2 | Fausto Bertoglio | San Giacomo-Mobilificio-Alan | + 1"       |
| 3 | Joop Zoetemelk   | Miko-Mercier-Vivagel         | m. t.      |

### 5a etapa
12-03-1979. Pierrelatte-Vitrolles, 178 km.
Dietrich Thurau s'emporta l'etapa gràcies a una fuga en solitari de 156 km.
|   | Ciclista            | Equip                        | Temps      |
| - | ------------------- | ---------------------------- | ---------- |
| 1 | Dietrich Thurau     | IJsboerke-Warncke            | 4h 18' 50" |
| 2 | Pierino Gavazzi     | Zonca-Santini                | + 1' 45"   |
| 3 | Giuseppe Martinelli | San Giacomo-Mobilificio-Alan | m. t.      |

### 6a etapa
13-03-1979. Vitrolles-Mandelieu-la-Napoule, 206 km.
|   | Ciclista            | Equip                        | Temps      |
| - | ------------------- | ---------------------------- | ---------- |
| 1 | Jean Chassang       | Renault-Gitane               | 5h 47' 51" |
| 2 | Jacques Michaud     | Flandria-Ca-Va Seul-Sunair   | + 26"      |
| 3 | Giuseppe Martinelli | San Giacomo-Mobilificio-Alan | + 38"      |

### 7a etapa, 1r sector
14-03-1979. Mandelieu-la-Napoule-Niça, 59 km.
|   | Ciclista          | Equip             | Temps      |
| - | ----------------- | ----------------- | ---------- |
| 1 | Daniele Tinchella | Teka              | 1h 33' 36" |
| 2 | Jos Jacobs        | IJsboerke-Warncke | m. t.      |
| 3 | Guido van Calster | DAF Trucks-Aida   | m. t.      |

### 7a etapa, 2n sector
14-03-1979. Niça-Coll d'Èze, 11 km. CRI
|   | Ciclista        | Equip                | Temps   |
| - | --------------- | -------------------- | ------- |
| 1 | Joop Zoetemelk  | TI-Raleigh-Mc Gregor | 21' 22" |
| 2 | Henk Lubberding | TI-Raleigh-Mc Gregor | + 7"    |
| 3 | Daniel Willems  | IJsboerke-Warncke    | + 8"    |

## Classificacions finals

### Classificació general[1]
|    | Ciclista         | Equip                      | Temps       |
| -- | ---------------- | -------------------------- | ----------- |
| 1  | Joop Zoetemelk   | Miko-Mercier-Vivagel       | 28h 36' 02" |
| 2  | Sven-Åke Nilsson | Miko-Mercier-Vivagel       | + 1' 44"    |
| 3  | Gerrie Knetemann | TI-Raleigh-Mc Gregor       | + 1' 47"    |
| 4  | Henk Lubberding  | TI-Raleigh-Mc Gregor       | + 2' 07"    |
| 5  | Daniel Willems   | IJsboerke-Warncke          | + 3' 16"    |
| 6  | Bernard Hinault  | Renault-Gitane             | + 3' 36"    |
| 7  | Eddy Schepers    | DAF Trucks-Aida            | + 6' 51"    |
| 8  | René Bittinger   | Flandria-Ca-Va Seul-Sunair | + 6' 52"    |
| 9  | Bernard Vallet   | La Redoute-Motobécane      | + 7' 44"    |
| 10 | Pierre Bazzo     | La Redoute-Motobécane      | + 7' 47"    |

## Evolució de les classificacions
| Etapa (Vencedor)                            | Classificació general |
| ------------------------------------------- | --------------------- |
| 0Pròleg (Gerrie Knetemann)                  | Gerrie Knetemann      |
| 0Etapa 1, 1r secctor (Yvon Bertin)          | Gerrie Knetemann      |
| 0Etapa 1, 2n secctor (TI-Raleigh-Mc Gregor) | Gerrie Knetemann      |
| 0Etapa 2 (Leo van Vliet)                    | Gerrie Knetemann      |
| 0Etapa 3 (Jan Raas)                         | Gerrie Knetemann      |
| 0Etapa 4 (Sven-Åke Nilsson)                 | Joop Zoetemelk        |
| 0Etapa 5 (Dietrich Thurau)                  | Joop Zoetemelk        |
| 0Etapa 6 (Jean Chassang)                    | Joop Zoetemelk        |
| 0Etapa 7, 1r sector (Daniele Tinchella)     | Joop Zoetemelk        |
| 0Etapa 7, 2n sector (Joop Zoetemelk)        | Joop Zoetemelk        |